# Mireille Mathieu (album, 1973)
Albums de Mireille Mathieu
Meine Traüme
(1972) mm
(1973)
Singles
1. Hans im Glück
Sortie : 1972
2. En frappant dans nos mains
Sortie : 1972

Mireille Mathieu est un album de la chanteuse française Mireille Mathieu sorti en Allemagne en 1973 chez Ariola. Cet album mêle chanson française et quelques chansons allemandes.

## Chansons de l'album
| No  | Titre                                  | Auteur                                      | Durée |
| --- | -------------------------------------- | ------------------------------------------- | ----- |
| 1.  | Hans im Glück                          | Christian Bruhn, Georg Buschor              |       |
| 2.  | Pleure mon cœur                        | Christian Bruhn, Maurice Vidalin            |       |
| 3.  | En frappant dans nos mains             | Hubert Ithier, Georges Moroder              |       |
| 4.  | Aber dich vergeß' ich nie              | Christian Bruhn, Georg Buschor              |       |
| 5.  | Le chemin du ciel                      | M. Ressi, A. Borly, W. Lohrey               |       |
| 6.  | Adieu je t'aime                        | Catherine Desage, Norbert Glanzberg         |       |
| 7.  | Die größte Schau der Welt - La Musique | Christian Bruhn, Georg Buschor              |       |
| 8.  | La chanson du départ                   | Catherine Desage, Francis Lai               |       |
| 9.  | Raconte-moi la mer                     | André Pascal, Jean-Pierre Bourtayre         |       |
| 10. | Klaus                                  | Christian Bruhn, Georg Buschor              |       |
| 11. | Ils s'en vont tous un jour             | Pierre-André Dousset, G. Bonnet, R. Kandula |       |
| 12. | Das Glück geht auf die Reise           | Christian Bruhn, Georg Buschor              |       |